# 二俣本町駅
二俣本町駅（ふたまたほんまちえき）は、静岡県浜松市天竜区二俣町二俣にある、天竜浜名湖鉄道天竜浜名湖線の駅である。
ネーミングライツにより設定された副駅名は「セカンドステージ ハマニ」（後述）。

## 歴史
- 1956年（昭和31年）12月15日：国鉄二俣線の駅として新設[1]。
- 1958年（昭和33年）11月1日：遠州鉄道気動車が西鹿島駅から当駅経由で遠江二俣駅まで乗入。
- 1966年（昭和41年）10月1日：遠州鉄道気動車乗入廃止。
- 1987年（昭和62年）3月15日：二俣線が第三セクター鉄道転換、天竜浜名湖鉄道の駅となる[1]。
- 2022年（令和4年）4月1日：オンラインストア「Second Stage」を運営するハマニ化成が駅名ネーミングライツ取得、副駅名を付した「二俣本町（セカンドステージ ハマニ）駅」とすることを発表。期間は2022年4月1日から2024年3月31日まで。

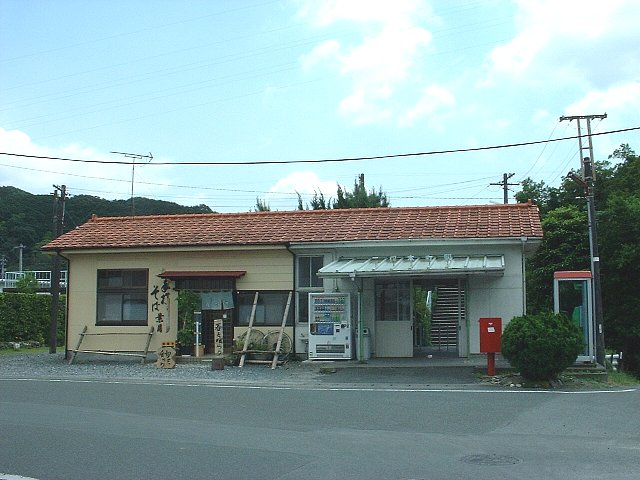
改装前の駅舎（2005年）

## 駅構造
築堤上に島式ホーム1面1線を有する高架駅。
無人駅。ホームから階段を下りると駅舎がある。西側は待合室、東側は駅員事務室であったが、天竜浜名湖鉄道の舎利用策に伴い、その東側半分に飲食店「手打ちそば 葉月」が入居していた。同店は経営者の健康上の理由によって2018年10月に閉店している。その後は改装の上、沿線旅行観光拠点となる1日2人1組限定の宿泊施設、駅舎ホテルINN MY LIFEとして2019年5月にオープンした。
駅舎と築堤間のスペースに、独立した建物のトイレ・駐輪場がある。

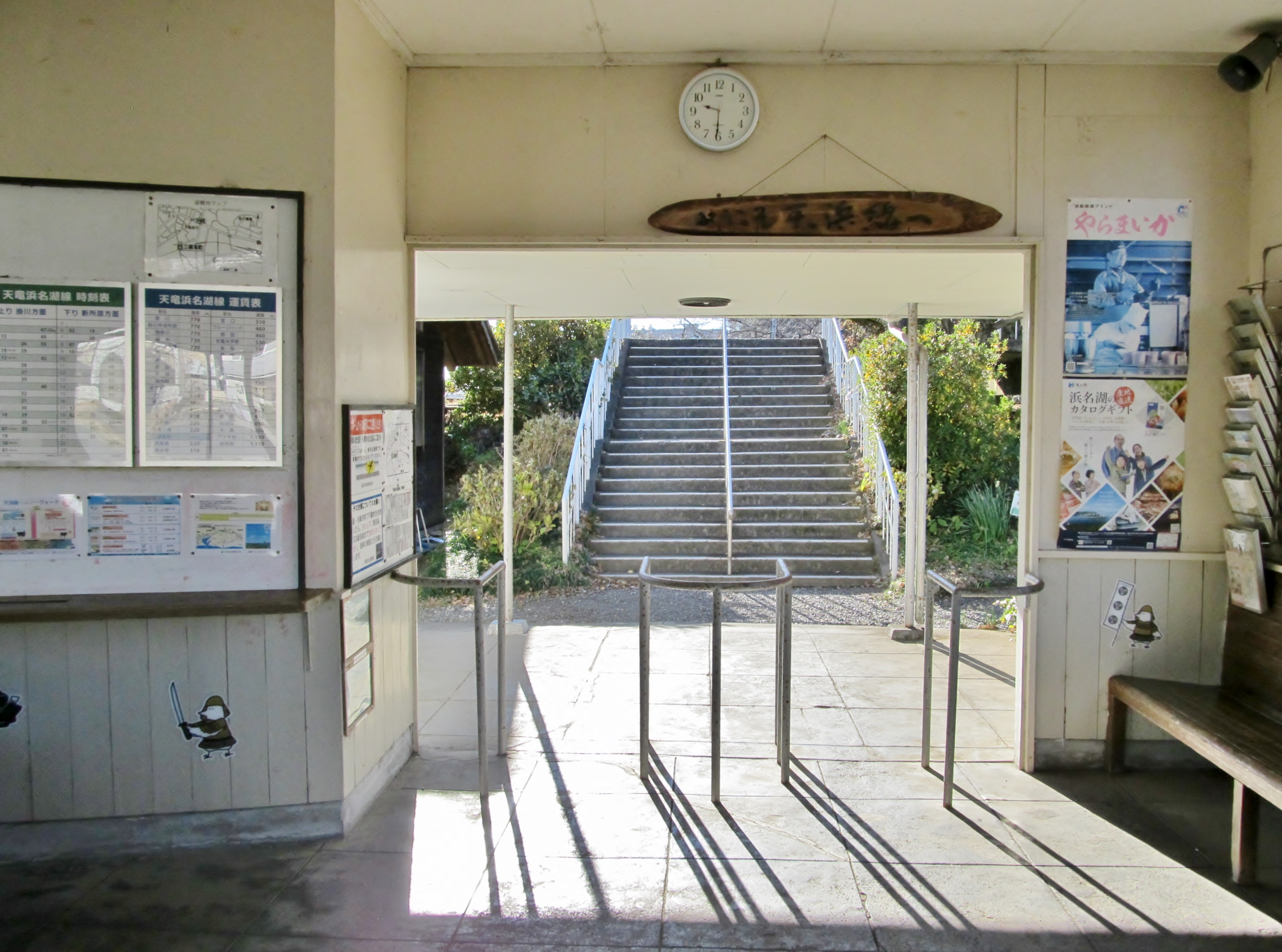
改札口
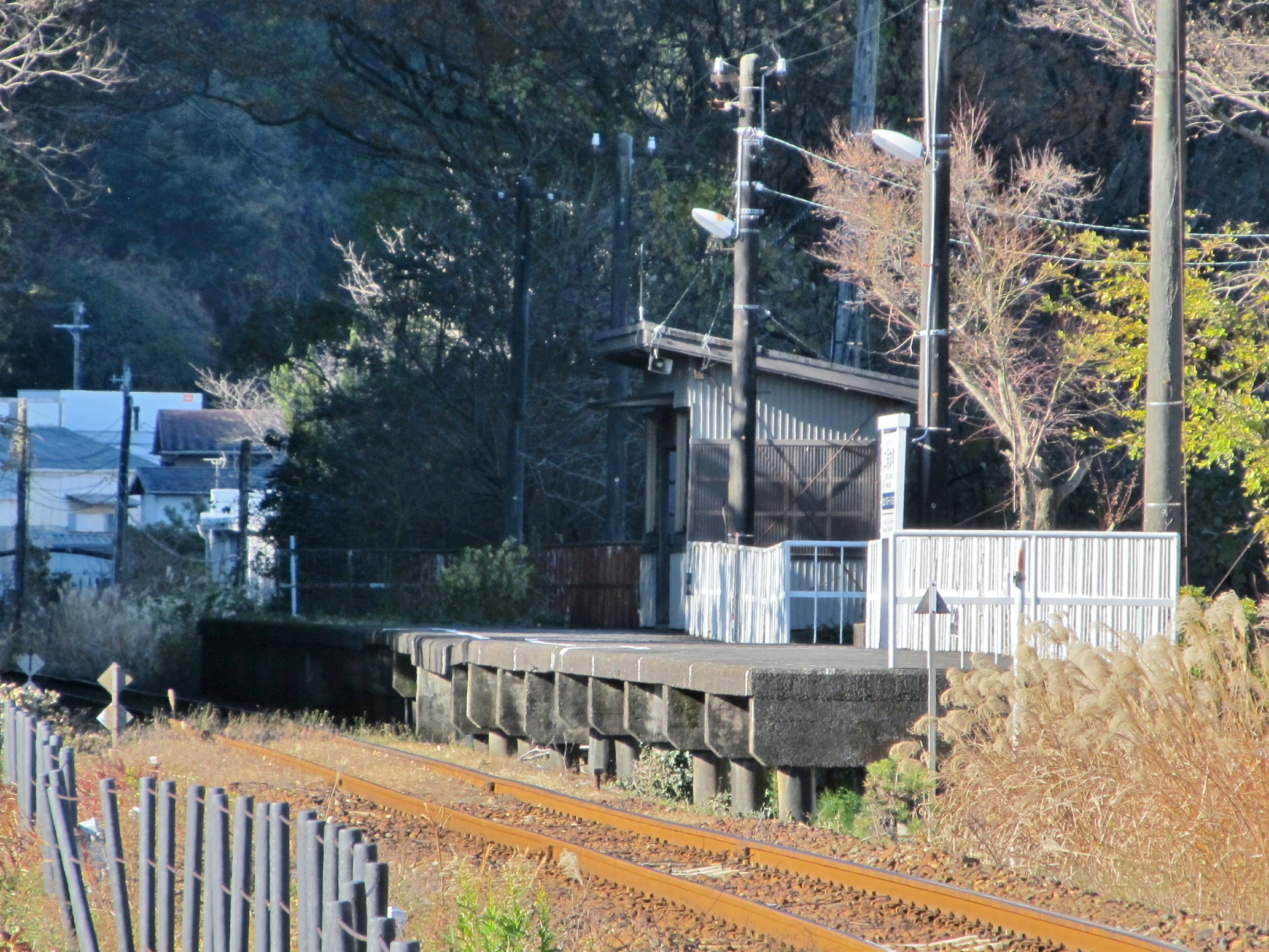
ホーム
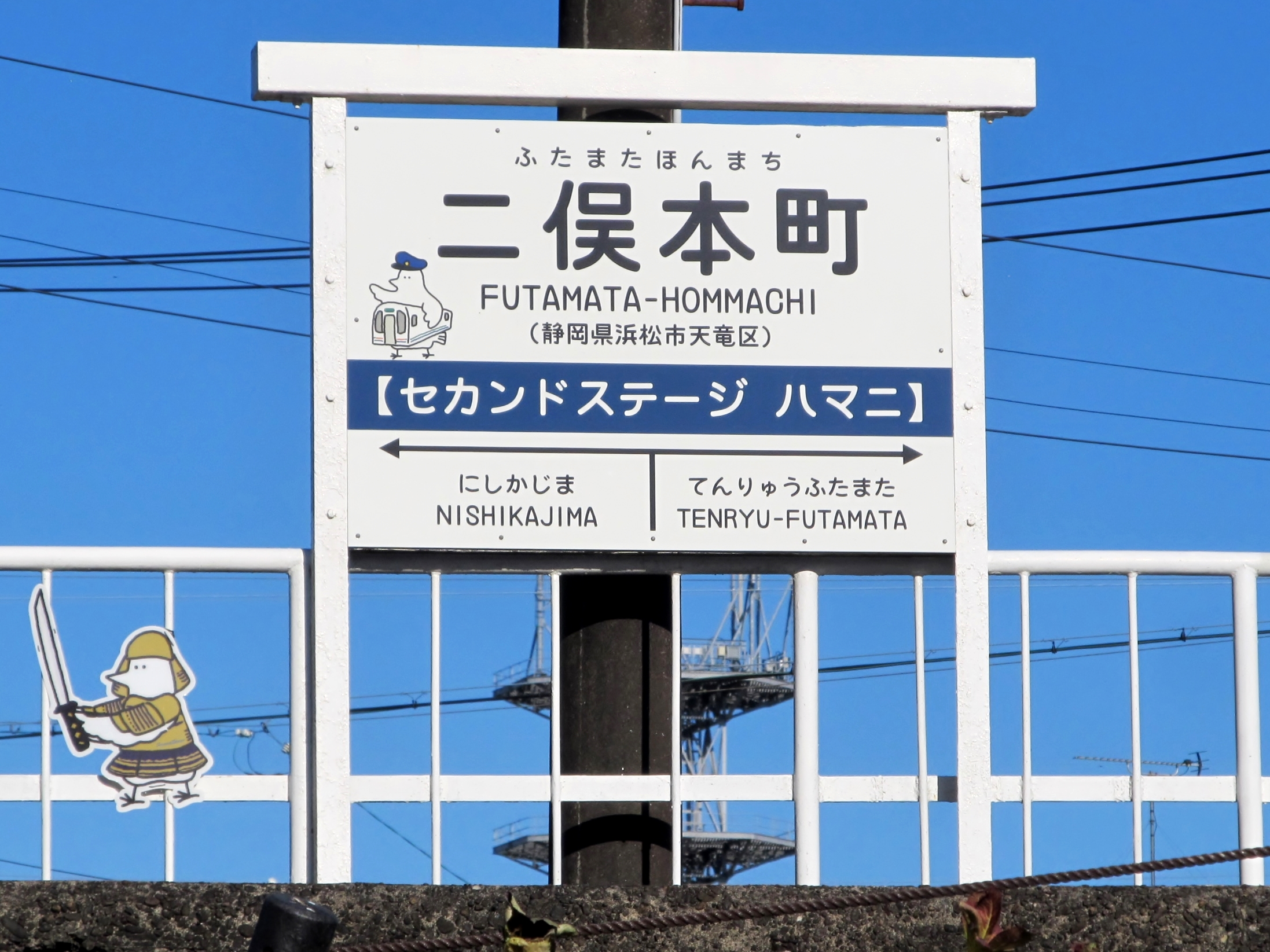
駅名標

## 利用状況
近年の1日平均乗車人員の推移は以下の通り。
| 乗車人員推移 | 乗車人員推移    |
| 年度         | 1日平均乗車人員 |
| ------------ | --------------- |
| 2008         | 51              |
| 2009         | 46              |
| 2010         | 73              |
| 2011         | 57              |
| 2012         | 59              |
| 2013         | 57              |
| 2014         | 65              |
| 2015         | 49              |
| 2016         | 54              |
| 2017         | 41              |
| 2018         | 44              |

## 駅周辺
二俣地区の南東の外れにある天竜二俣駅に比べ、二俣地区中心部に近い。住宅が多く、商店もある。
- 天竜郵便局
- 静岡県立天竜高等学校二俣校舎（旧・天竜林業高等学校）
- 浜松市天竜区役所（旧・天竜市役所）
- 二俣城跡
- 清瀧寺(徳川家康の長男「松平信康（徳川信康）」の霊廟が有る)
- 本田宗一郎ものづくり伝承館
- 国道152号
- 国道362号
- 鳥羽山公園(鳥羽山城跡)

### バス路線
- 「城下通」バス停（駅から徒歩約4分）
  - 遠鉄バス：秋葉線、鹿島線
  - 浜松市自主運行バス北遠本線

## 隣の駅
天竜浜名湖鉄道
■天竜浜名湖線
天竜二俣駅 - 二俣本町駅 - 西鹿島駅